# Cripta dei Principi
La Cripta dei Prìncipi (in tedesco Fürstengruft) è il luogo di sepoltura della casa granducale di Sassonia-Weimar-Eisenach nel Cimitero storico di Weimar, in Turingia. Anche le spoglie del grande poeta Johann Wolfgang von Goethe sono qui sepolte. La cripta è oggi proprietà della Klassik Stiftung Weimar e, dal 1998, insieme con il Cimitero storico è parte dell'ensemble "Weimar classica", dichiarato dall'UNESCO, Patrimonio dell'umanità.

## Costruzione e storia
A partire dal 1823 il granduca Carlo Augusto di Sassonia-Weimar-Eisenach pensò alla costruzione di una cripta nel cimitero di Weimar che raccogliesse le spoglie del suo casato. La cripta fu costruita tra il 1823 e il 1828 su progetto di Clemens Wenzeslaus Coudray.
Già nell'estate del 1824 fu ultimata la parte sotterranea del mausoleo. Fu così possibile traslare i 27 sarcofagi della famiglia dei duchi di Weimar, fino ad allora conservati nello Stadtschloss. Nel 1828 fu sepolto nella cripta lo stesso duca Carlo Augusto. Le spoglie di Goethe, morto nel 1832, furono trasportate nella cripta quattro giorni dopo la morte del poeta e si trovano tuttora lì. Fino al 2008 si pensava che anche Friedrich Schiller fosse sepolto lì, ma il test del DNA effettuato sui resti conservati nella bara con il nome "Schiller" ha dato esito negativo; i resti sono stati così inumati nel vicino cimitero e il sarcofago è oggi vuoto.